# 帕特南 (康乃狄克州)
帕特南（英語：Putnam）是一個位於美國康乃狄克州溫德姆縣的城鎮。

## 地理
帕特南的座標為41°54′22″N 71°52′13″W / 41.90611°N 71.87028°W，而該地的平均海拔高度為125米（即410英尺）。

## 人口
根據2010年美國人口普查的數據，帕特南的面積為52.80平方千米，當中陸地面積為52.60平方千米，而水域面積為0.20平方千米。當地共有人口9584人，而人口密度為每平方千米181.52人。